# Tétouan

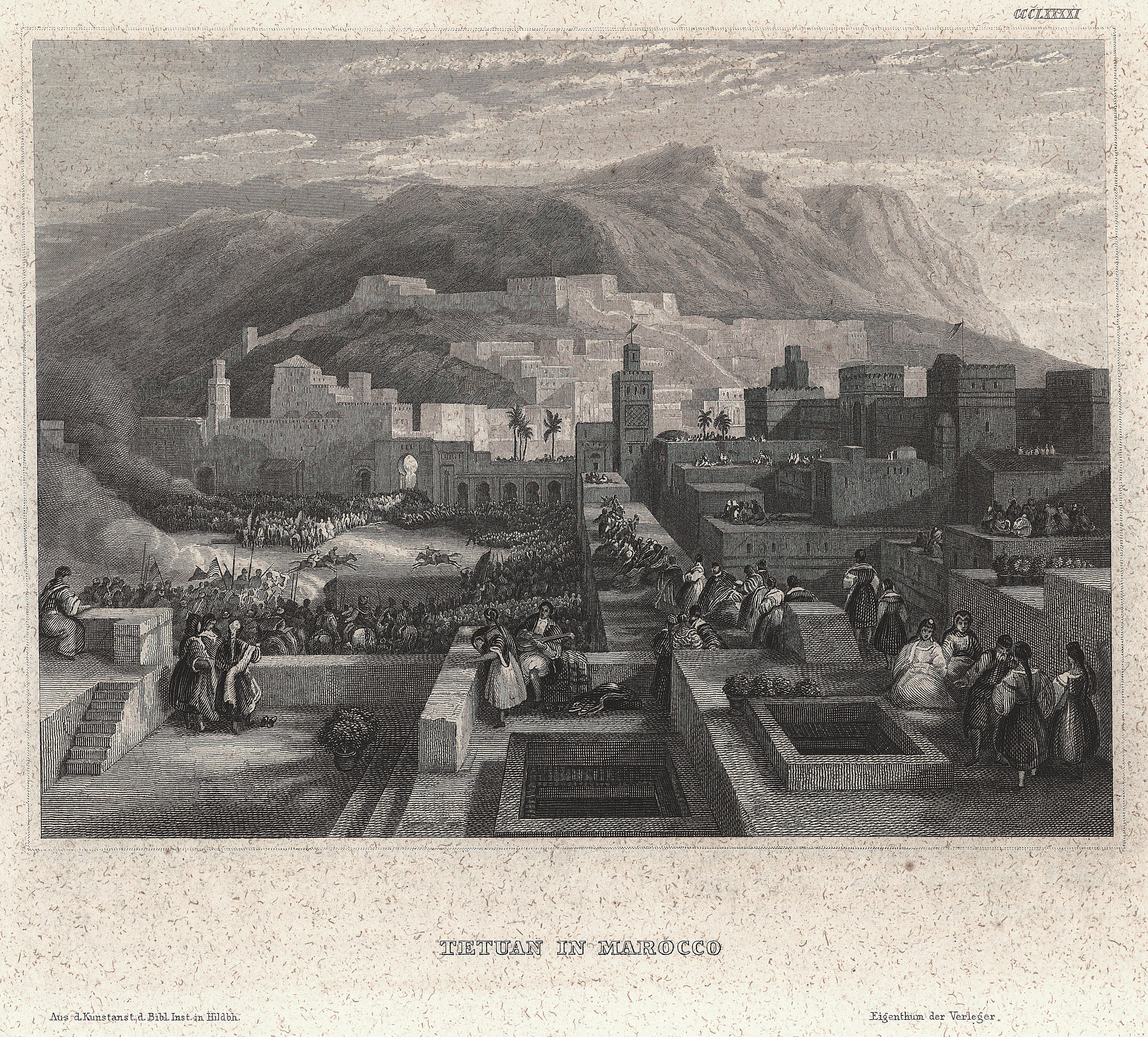
Blick auf Tétouan 1842

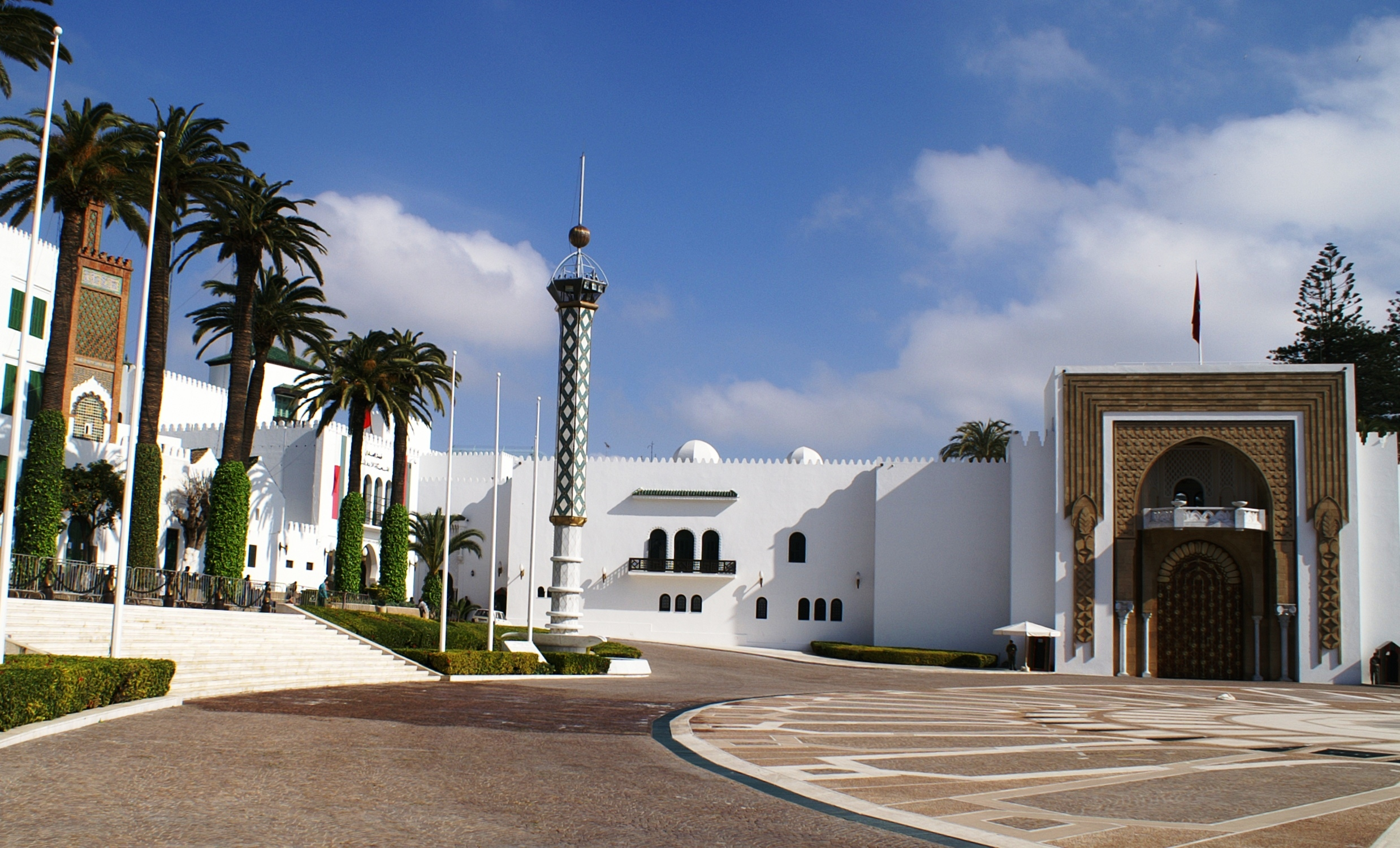
Fassade des Königlichen Palasts (Palais royal)

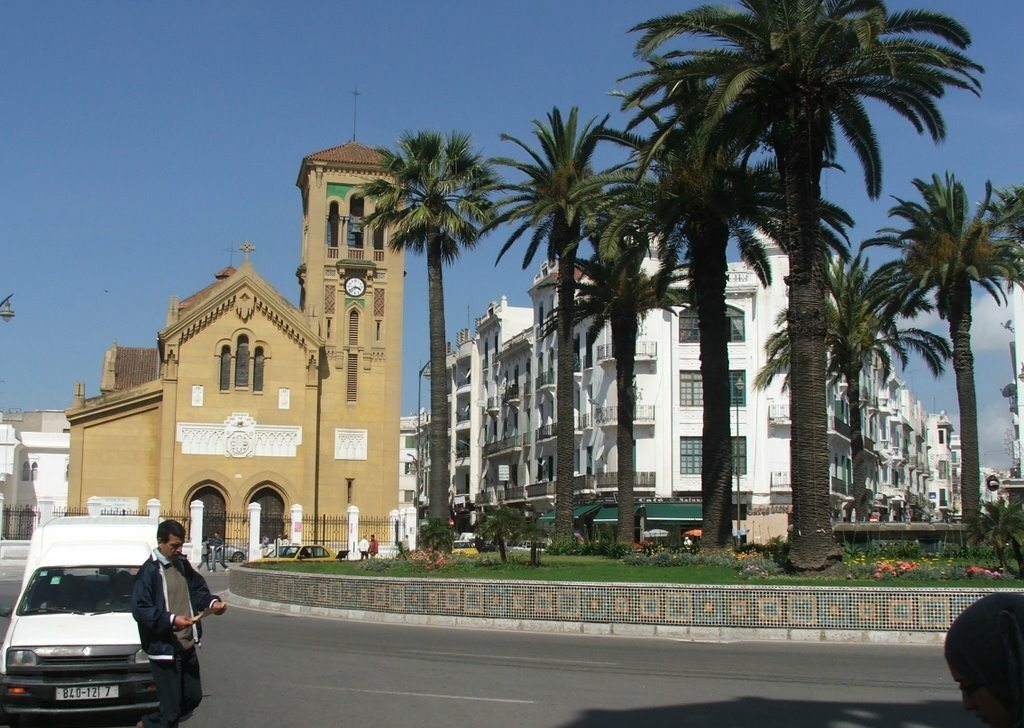
Nuestra Señora de la Victoria

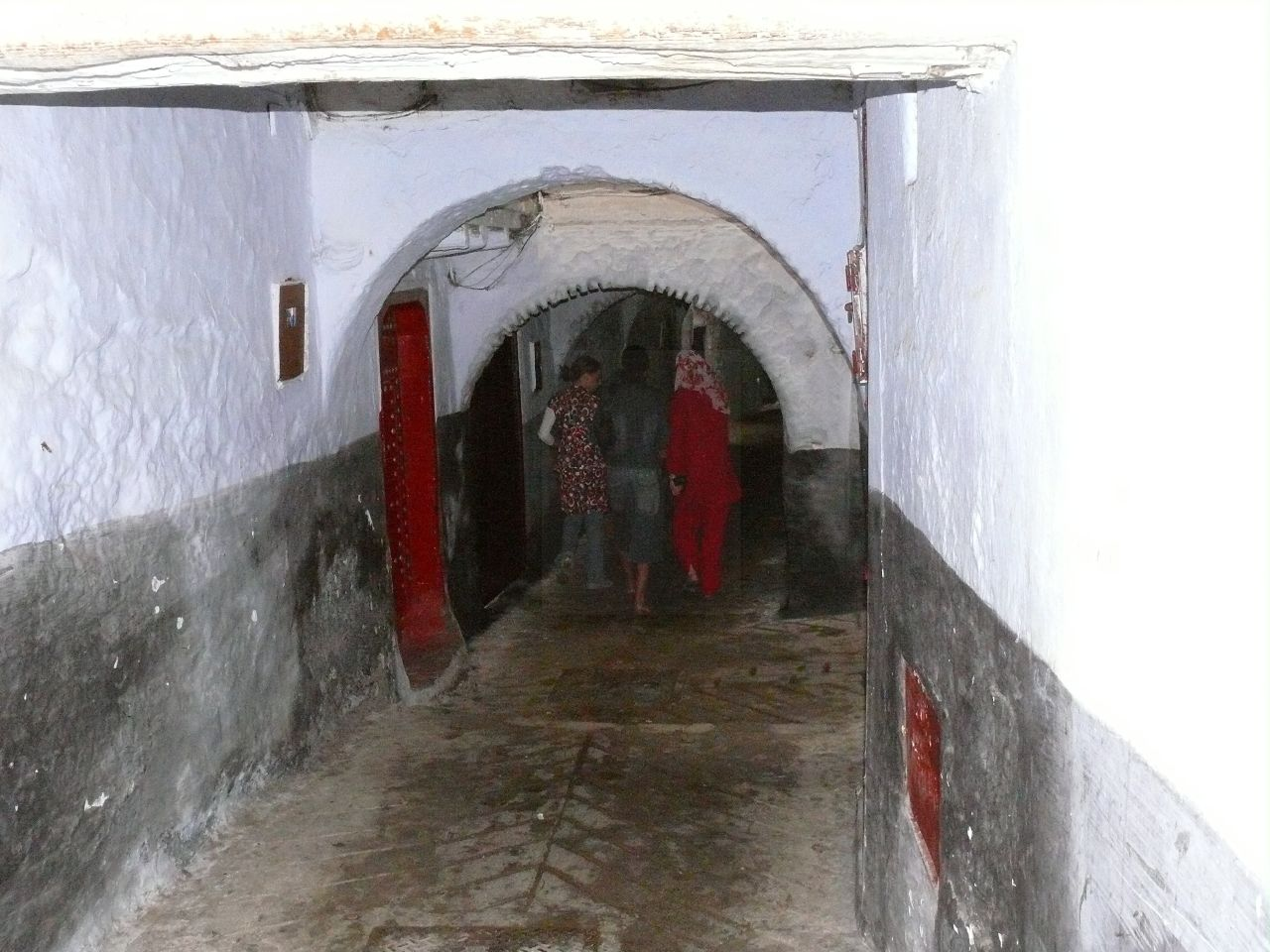
Gasse in der Medina

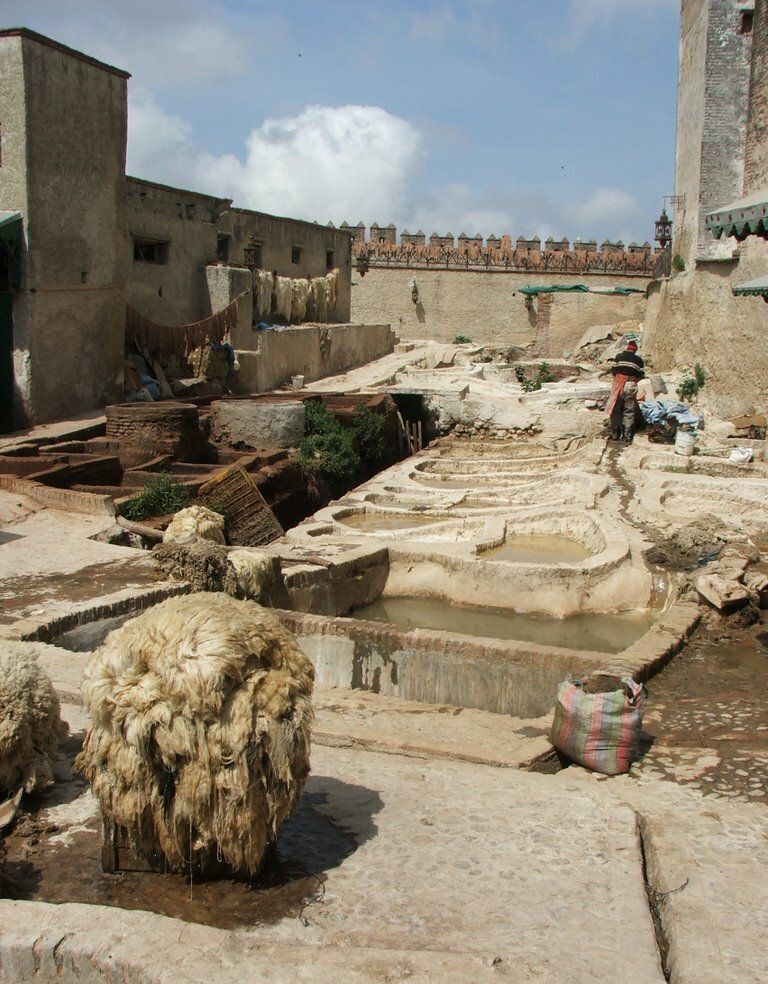
Gerberviertel von Tétouan

Tétouan (marokkanisches Tamazight ⵜⵉⵟⵟⴰⵡⵉⵏ Tiṭṭawin, deutsch ‚Augen‘, arabisch تطوان, DMG Tiṭwān, spanisch Tetuán) ist eine historisch bedeutende Stadt unweit der Mittelmeerküste Marokkos mit etwa 420.000 Einwohnern. Seit dem Jahr 1997 ist die Altstadt (Medina) als Weltkulturerbe der UNESCO anerkannt. Seit 1999 ist sie – wegen ihres gemäßigten Klimas – eine der Sommerresidenzen von König Mohammed VI.
Der berberische Name der Stadt bedeutet wörtlich „Augen“. Sie hat auch den poetischen Beinamen „Die weiße Taube“ (arabisch الحمامة البيضاء, DMG al-Ḥamāma al-Bayḍāʾ, französisch La Colombe blanche).

## Lage und Klima
Die für marokkanische Verhältnisse regenreiche Stadt Tétouan liegt in den nördlichen Ausläufern des Rifgebirges in einer Höhe von etwa 35 bis 150 m auf einem Plateau, das an den Jbel Dersa angrenzt. Die nördlich des Oued Martil gelegene Stadt ist nur etwa 10 km (Luftlinie) von der Mittelmeerküste entfernt; die spanische Exklave Ceuta befindet sich ca. 40 km nördlich. Das Klima ist gemäßigt; der für marokkanische Verhältnisse reichliche Regen (ca. 685 mm/Jahr) fällt nahezu ausschließlich in den Wintermonaten.

## Bevölkerung
| Jahr      | 1994    | 2004    | 2014    | 2024    |
| Einwohner | 277.516 | 320.529 | 380.787 | 422.567 |

Die schnell wachsende Bevölkerung besteht hauptsächlich aus zugewanderten Rif-Berbern und Arabern, doch haben sich die Kulturen weitgehend vermischt. Gesprochen werden Marokkanisches Arabisch und Tarifit.

## Wirtschaft
Die Einwohner der Stadt leben hauptsächlich von Handwerk, Handel, Dienstleistungen und Tourismus. Fischverarbeitung und das Pulen von Nordseegarnelen spielen eine wichtige Rolle. Weitere Einnahmequellen bieten die Textil-, Zigaretten- und Elektroindustrie.

## Geschichte
Anders als bei anderen Städten an der Mittelmeerküste sind für Tetouan keinerlei Zeugnisse aus phönizischer Zeit belegt. Die Römer gründeten in der Nähe der heutigen Stadt eine Militärsiedlung mit Namen Oppidum Tamuda. Im 14. Jahrhundert war Tétouan als Seeräubernest gefürchtet und wurde deshalb wiederholt von kastilischen Schiffen angegriffen. Nach der Eroberung Granadas (1492) und nochmals zu Beginn des 17. Jahrhunderts siedelten sich maurische und jüdische Flüchtlinge aus Andalusien an, was einen wirtschaftlichen Aufschwung der Stadt zur Folge hatte.
Im Rahmen des Spanisch-Marokkanischen Krieges fanden bei Tétouan mehrere kleine, jedoch sehr blutige Gefechte zwischen Spaniern und Marokkanern statt, nach denen die Spanier am 4. Februar 1860 die Stadt besetzten. Nach einer am 23. März westlich von Tétouan erlittenen entscheidenden Niederlage baten die Marokkaner um Waffenstillstand.
Bereits Ende des 19. Jahrhunderts – nach dem Verlust seiner überseeischen Kolonien – expandierte Spanien zunehmend im Norden Marokkos. Im Jahr 1913 wurde Tétouan Residenzstadt des spanischen Hochkommissars in Marokko. In Spanisch-Marokko begann am 17. Juli 1936 der Staatsstreich des Militärs zum Sturz der spanischen Regierung, wobei die Militärs in Tétouan loyal zur spanischen Regierung standen. Nach der Einnahme Tétouans und der Luftwaffenbasis Sania Ramel liquidierten die Putschisten den Hochkommissar von Spanisch-Marokko und den Major Ricardo de la Puente Bahamonde mit weiteren 189 Republikanern. Der Politiker Mekki Naciri des Parti de l'unité marocaine verließ Französisch-Marokko, ließ sich 1937 in Tétouan nieder und ließ unter anderem antizionistische Parolen an Marokkos Juden verlauten.
Während des Spanischen Bürgerkriegs wurde Tétouan von Flugzeugen der republikanischen Seite bombardiert. 1956 gab Franco dem internationalen Druck nach und stimmte der Unabhängigkeit Marokkos zu. Im Algerienkrieg erschien El Moudjahid, die Untergrundzeitung der FLN, zeitweise in Tétouan.

## Sehenswürdigkeiten
- Hauptattraktion von Tétouan ist die weitläufige, zum UNESCO-Weltkulturerbe zählende Medina mit ihrem engen Nebeneinander von Wohnen, Handwerk und Handel.
- Das Archäologische Museum (Musée d’archéologie) befindet sich am Übergang zur Neustadt (ville nouvelle) und zeigt vorgeschichtliche Funde sowie eine schöne Sammlung römischer Mosaike, Münzen und Keramiken; im Gartenbereich findet sich eine große Anzahl von Grabsteinen – libysch-berberische, römische, islamische, jüdische und portugiesische in friedlichem Nebeneinander.
- Ein weiteres Museum (Musée d'ethnographie) befindet sich am entgegengesetzten Ende der Medina in der Nähe des Gerberviertels.
- Das im Jahr 2014 im ehemaligen Bahnhofsgebäude eröffnete Centre d’art moderne de Tétouan befindet sich nahe der Medina.
- Es existieren Bauten aus der spanischen Kolonialzeit, darunter die im neomaurischen Stil erbaute Pfarrkirche Nuestra Señora de la Victoria an der Place Moulay el Mehdi.

Umgebung
- Etwa 5 km südlich des Stadtzentrums entfernt befinden sich die römischen Ruinen des Oppidum Tamuda, einer Militärsiedlung mit quadratischem Grundriss.

## Söhne und Töchter der Stadt
- Abdessadak Chkara (1931–1998), Musiker
- Margarita Lozano (1931–2022), spanische Schauspielerin
- Lolo Sainz (* 1940), spanischer Basketballspieler und -trainer
- Ali Lmrabet (* 1959), Journalist
- Esther Bendahan (* 1964), Autorin
- Sanae Abdi (* 1986), deutsche Politikerin (SPD), MdB
- Mohamed Abarhoun (1989–2020), Fußballspieler
- Adel Mechaal (* 1990), spanisch-marokkanischer Mittelstreckenläufer
- Oussama Tannane (* 1994), marokkanisch-niederländischer Fußballspieler

## Städtepartnerschaft
- Santa Fe, Argentinien

## Sonstiges
Im Jahr 2015 wurde durch die Internationale Astronomische Union (IAU) der Doppelstern Titawin nach der Stadt benannt. 
Tétouan ist eine Station der Marokko Royal Tour, einer FEI Turnierserie im Springreiten, die seit 2010 ausgetragen wird.